# Tomasz Stawecki
Tomasz Jan Stawecki (ur. 19 lipca 1957 w Warszawie) – polski prawnik, doktor habilitowany nauk prawnych, profesor nadzwyczajny Uniwersytetu Warszawskiego, radca prawny, od 2016 sędzia Wojewódzkiego Sądu Administracyjnego w Warszawie.

## Życiorys
Jest synem historyka Piotra Staweckiego.
W 1980 ukończył studia prawnicze na Wydziale Prawa i Administracji Uniwersytetu Warszawskiego. W 1991 na podstawie rozprawy pt. Uczestnictwo polityczne w państwie demokratycznym. Studium amerykańskiej i brytyjskiej myśli politycznej otrzymał na tym wydziale stopień naukowy doktora nauk prawnych. W 2006 na podstawie dorobku naukowego oraz rozprawy pt. Rejestry publiczne. Funkcje instytucji, uzyskał na WPiA UW stopień doktora habilitowanego nauk prawnych w zakresie prawa, specjalność: teoria prawa. 
Od 1980 związany zawodowo z WPiA UW. Został profesorem nadzwyczajnym w Instytucie Nauk o Państwie i Prawie WPiA UW oraz kierownikiem Katedry Filozofii Prawa i Nauki o Państwie. Zajmuje się teorią i filozofią prawa, historią myśli politycznej i prawnej, a także prawem prywatnym. 
W 2007 uzyskał wpis na listę radców prawnych, pracował w kancelarii Squire Patton Boggs, gdzie zajmował się sprawami z zakresu finansów i bankowości. Specjalizował się m.in. w obsłudze transakcji finansowych, restrukturyzacji zobowiązań, zabezpieczeniach wierzytelności pieniężnych. Od 2016 do 2023-2024 był sędzią Wojewódzkiego Sądu Administracyjnego w Warszawie.
Był przewodniczącym Prezydium Polskiej Sekcji Międzynarodowego Stowarzyszenia Filozofii Prawa i Filozofii Społecznej (IVR) (2006–2010), w 2011 został członkiem międzynarodowego Komitetu Wykonawczego IVR.

## Wybrane publikacje
- Wykładnia konstytucji: inspiracje, teorie, argumenty, Warszawa: Lex a Wolters Kluwer business, 2014 [red. nauk. wraz z Janem Winczorkiem].
- Rejestry publiczne: funkcje instytucji, Warszawa: Wydawnictwo Prawnicze LexisNexis, 2005.
- Rejestry przedsiębiorców w Europie, Warszawa: Oficyna Naukowa, 2004.
- Wstęp do prawoznawstwa, Warszawa: C.H. Beck, 1996 [wraz z Piotrem Winczorkiem, późniejsze wydania zaś z Tatianą Chauvin].
- Uczestnictwo polityczne w państwie demokratycznym: studium amerykańskiej i brytyjskiej myśli politycznej, Warszawa 1991.